# Plesiaceratherium
Plesiaceratherium — вимерлий рід носорогів. Він включає два види: P. gracile з Китаю та P. mirallesi з Франції.
Plesiaceratherium gracile був безрогим видом носорогів середнього розміру. Орієнтовний розмір — 2.8–3.1 м у довжину голови та тіла, 1.4–1.6 м у висоту в плечах і 1198 кг ваги. У самців були значно більші різці, ніж у самок, і в поєднанні з їх великим розміром тіла це свідчить про те, що цей вид був полігінним і вів самотній спосіб життя.